# Michelsbach (Ahr)
Der Michelsbach ist ein etwa acht Kilometer langer, linker Nebenfluss der Ahr im rheinland-pfälzischen Landkreis Vulkaneifel und im nordrhein-westfälischen Kreis Euskirchen.

## Geographie

### Verlauf
Der Michelsbach entspringt im Waldgebiet Oberbusch zwischen dem Ortsteil Leudersdorf der Gemeinde Üxheim und der Gemeinde Wiesbaum nahe der Kreisstraße 69 auf einer Höhe von ca. 519 m ü. NHN. Die Quelle liegt auf dem Gebiet der rheinland-pfälzischen Gemeinde Üxheim im Landkreis Vulkaneifel. Von hier aus fließt der Bach nach Nordosten entlang der Landesgrenze zwischen Rheinland-Pfalz und Nordrhein-Westfalen bis Leudersdorf durch das Naturschutzgebiet Michelsbach, Ahbach und Aulbach mit Nebenbächen. Nun schwenkt der Bach nach Norden, westlich an Uedelhoven vorbei und mündet dort auf etwa 342 m Höhe in den dort von Nordwesten kommenden Rhein-Zufluss Ahr.

### Einzugsgebiet und Zuflüsse
Der Höhenunterschied von 177 Metern auf dem 8,3 km langen Weg des Bachs entspricht einem mittleren Sohlgefälle von 21 ‰. Das 10,6 km² große Einzugsgebiet entwässert über Ahr und Rhein zur Nordsee.
| Stat. in km | Name               | GKZ        | Lage   | Länge in km | EZG in km² | MQ in l/s | Bemerkungen       |
| ----------- | ------------------ | ---------- | ------ | ----------- | ---------- | --------- | ----------------- |
| 006,30      | Etzelbach          | 2718192-2  | rechts | 001,8040    | 0001,2730  |           |                   |
| 004,00      | Stahlhofer Seifen  | 2718192-4  | links0 | 002,1780    | 0001,1430  | 0009,490  |                   |
| 003,20      | Erschfelder Seifen | 2718192-6  | links0 | 001,6260    | 0001,1970  | 0010,3000 |                   |
| 002,30      | Penneseifen        | 2718192-72 | links0 | 001,0460    | 0000,530   | 0004,650  |                   |
| 001,00      | Käsbach (Merkstal) | 2718192-8  | links0 | 002,5390    | 0001,3110  | 0011,890  |                   |
| 000,00      | Michelsbach        | 2718192    |        | 008,3000    | 0010,650   | 0098,420  | mündet in die Ahr |

Anmerkungen zur Tabelle
1. ↑  Gewässerkennzahl, in Deutschland die amtliche Fließgewässerkennziffer mit zur besseren Lesbarkeit eingefügtem Trenner hinter dem Präfix, das einheitlich für den allen gemeinsamen Vorfluter Michelsbach steht.
2. ↑  Die Daten des Michelsbachs zum Vergleich